# Josef Rovenský

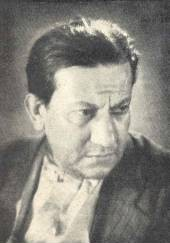
Josef Rovenský

Josef Rovenský (* 17. April 1894 in Prag; † 5. November 1937 ebenda) war ein  tschechischer Schauspieler, Drehbuchautor und Regisseur.

## Leben
Josef Rovenský wuchs in Prag in einer wohlhabenden Familie auf, da sein Vater dort ein Bestattungsunternehmen betrieb. Nach einer privaten Schauspielausbildung bei Karel Želenský wurde er 1914 zunächst Ensemblemitglied eines kleinen Tourneetheaters. Es folgte 1918 eine erste Bühnenstation am Stadttheater in Pilsen. Anschließend kehrte er nach Prag zurück und spielte an verschiedenen Kleinkunstbühnen und Kabaretts (unter anderem Red Seven, Rokoko, Vlasta Burian Theater und Revolutionäre Szene).
Bereits 1914 kam Josef Rovenský mit dem Filmgeschäft in Berührung und trat in einem Stummfilm auf. Ab 1918 war er vermehrt in Filmproduktionen zu sehen, später auch in einigen deutschen Filmen, bei denen sein Landsmann Karel Lamač Regie führte. Im Jahr 1929 wirkte er in der Hauptrolle des Apothekers Robert Henning in dem G.W.Pabst-Film Tagebuch einer Verlorenen mit. Neben ihm spielten Louise Brooks, Fritz Rasp und Valeska Gert. In den 1930er Jahren wendete er sich vermehrt dem Regiefach zu. Zu seinen hervorzuhebenden Arbeiten zählten 1933 der Film Junge Liebe (Řeka) mit Jarmila Beránková und Jaroslav Vojta und 1935 Marysa mit Jirina Stepnicková und ebenfalls Jaroslav Vojta. Im Jahr 1936 inszenierte er die österreichische Produktion Manja Valewska mit Maria Andergast, Olga Tschechowa und Hans Schott-Schöbinger. Über diesen Spielfilm, der in der Nachkriegszeit den Verleihtitel Petersburger Romanze führte, urteilt die Kritik:

„Liebesmelodram aus dem Rußland des 19. Jahrhunderts: prächtige Uniformen, schneidige Offiziere, glänzende Bälle.[…] Hoffnungslos veraltete Edelkolportage.“

Während der Arbeiten 1937 zu dem deutschen Spielfilm Pan. Das Schicksal des Leutnants Thomas Glahn, wofür er auch das Drehbuch verfasste, kam es zu Differenzen mit der Produktionsfirma. Gleichzeitig kämpfte Josef Rovenský mit gesundheitlichen Problemen, so dass er die Dreharbeiten abbrach und nach Prag zurückkehrte. Der Film wurde in der Folge von Olaf Fjord abgedreht und fertiggestellt. Zudem war Rovenský auch als Drehbuchautor für weitere Filme tätig.
Josef Rovenský starb 1937 im Alter von 43 Jahren.

## Filmografie

### Darsteller
- 1914: Zamilovaná tchyne
- 1918: Ucitel orientálních jazyku
- 1919: Oklamaný hypnotisér Swengali
- 1919: Akord smrti
- 1920: Dort in den Bergen (Tam na horách)
- 1921: Das Geheimnis des alten Buches (Setrelé písmo)
- 1921: Cesty k výsinám
- 1921: Roztrzené foto
- 1922: Venousek a Stázicka
- 1922: Cervená karkulka
- 1922: Deti osudu
- 1923: Der Holzfäller (Drvostep)
- 1923: Dieser Stein: Tut-anch-amon (Tu ten kámen aneb Kterak láskou mozno v mziku vzplanout treba k neboztíku)
- 1924: Das Glasschloß (Bílý ráj)
- 1926: Der brave Soldat Schwejk (Dobrý voják Švejk)
- 1926: Príbeh jednoho dne
- 1926: Svejk na fronte
- 1927: Svéhlavicka
- 1927: Gevatter Bezousek (Pantáta Bezousek)
- 1927: Kvet ze Sumavy
- 1927: Svejk v civilu
- 1928: U svatého Mateje, kdyz se slunko zasmeje
- 1928: Kainovo znamení
- 1928: Dùm ztraceného stestí
- 1928: Sextánka
- 1928: Der erste Kuß
- 1928: Životem vedla je láska
- 1928: Pohorská vesnice
- 1929: Hrích
- 1929: Páter Vojtech
- 1929: Osudné noci
- 1929: Um Frauen und Geld
- 1929: Der Ruf des Nordens
- 1929: Tagebuch einer Verlorenen
- 1929: Die Sünde einer schönen Frau (Hříchy lásky)
- 1929: Das Mädel mit der Peitsche
- 1929: Kdyz valcík zní
- 1930: Za rodnou hroudou
- 1930: Erlebnis einer Nacht / Die Galgentoni (Tonka Šibenice)
- 1930: Die Kaviarprinzessin
- 1930: Andelíckárka
- 1930: Starý hrích
- 1930: Plukovník Svec
- 1930: Chudá holka
- 1930: Svatý Václav
- 1930: Das Mädel aus U.S.A.
- 1930: Entgleiste Jugend (Pasák holek)
- 1930: Melodie des Lebens (Kdyz struny lkají)
- 1930: Ein Mädel von der Reeperbahn
- 1931: Psohlavci
- 1931: On a jeho sestra
- 1931: Milácek pluku
- 1931: Loupezník
- 1931: C. a k. polní marsálek
- 1931: Aféra plukovníka Rédla
- 1931: Dobrý voják Svejk
- 1931: Fidlovacka
- 1931: To neznáte Hadimrsku
- 1932: Ruzové kombiné
- 1932: Pepina Rejholcová
- 1932: Lelícek ve sluzbách Sherlocka Holmese
- 1932: Wehe, wenn er losgelassen
- 1932: Malostransti musketýri
- 1932: Senkýrka u divoké krásy
- 1933: S vyloucením verejnosti
- 1933: Schwester Angelika (Sestra Angelika)
- 1933: Pobocník jeho výsosti
- 1933: Funebrák
- 1933: Diagnosa X
- 1933: Strycek z Ameriky
- 1933: Die Tochter des Regiments
- 1933: Revizor
- 1933: Junge Liebe (Řeka)
- 1934: Za ranních cervánku
- 1936: Trhani

### Regisseur
- 1920: Komediantka
- 1921: Das Geheimnis des alten Buches (Setrelé písmo)
- 1922: Tulákovo srdce
- 1922: Deti osudu
- 1928: Dùm ztraceného stestí
- 1928: Zivotem vedla je láska
- 1933: Junge Liebe (Řeka)
- 1934: Tatranská romance
- 1934: Za ranních cervánku
- 1935: Marysa
- 1936: Manja Valewska
- 1937: Pan. Das Schicksal des Leutnants Thomas Glahn (von Olaf Fjord zu Ende gedreht)

### Drehbuch / Originalidee
- 1920: Komediantka (Drehbuch, Idee)
- 1928: Dùm ztraceného stestí (Drehbuch)
- 1928: Zivotem vedla je láska (Drehbuch)
- 1933: Junge Liebe (Řeka) (Drehbuch)
- 1934: Tatranská romance (Drehbuch, Idee)
- 1934: Zivot vojenský, zivot veselý (Idee)
- 1935: Marysa (Drehbuch)
- 1937: Pan. Das Schicksal des Leutnants Thomas Glahn (Drehbuch)
- 1941: Preludium (Idee)